# Eustach I. Garnier
Eustach I. Garnier (auch Granarius, Grenier, Agrain; † kurz nach dem 15. Juni 1123) war ein Kreuzfahrer, Herr von Caesarea und Graf von Sidon, sowie Konstabler und Bailli des Königreichs Jerusalem.
Er stammte aus Thérouanne in der damaligen Grafschaft Flandern.
Er begleitete den Grafen Hugo II. von St. Pol auf den Ersten Kreuzzug. Nach der Eroberung Jerusalems blieb er im Heiligen Land und zeichnete sich 1105 bei der Dritten Schlacht von Ramla aus. 1109 trat er als Gesandter König Balduins I. auf und nahm an der Eroberung von Tripolis teil.
Die Stadt Caesarea hatten die Kreuzfahrer 1101 erobert. Etwas später wurde Eustach mit der Herrschaft Caesarea belehnt.
Als Balduin I. mit Hilfe des Kreuzzugs König Sigurds von Norwegen Sidon erobert hatte, erhielt Eustach im Jahr 1110 auch die Grafschaft Sidon.
Wenig später heiratete er Emelotte (auch Emoleta, Emolata, Ermeline, Emme, Emma), die Nichte des Patriarchen von Jerusalem Arnulf von Chocques, und erhielt aus Arnulfs Kirchenbesitz Jericho als Mitgift. Mit ihr hatte er zwei Söhne, Gerhard Garnier (auch bekannt als Eustach I. Garnier) und Walter I. Garnier.
Er nahm an den erfolglosen Belagerungen von Schaizar und Tyrus teil.
Als König Balduin II. 1123 in Gefangenschaft geriet, wurde Eustach zum Konstabler und Bailli von Jerusalem gewählt. Als solcher schlug er am 29. Mai 1123 eine fatimidische Invasionsarmee bei Ibelin.
Er starb kurz nach dem 15. Juni 1123 und wurde in Jerusalem begraben. Seine Söhne Gerhard und Walter übernahmen seine Herrschaften. Seine Frau heiratete noch im gleichen Jahr Hugo II. von Le Puiset, der nur wenig älter war als ihre Söhne.